# Aptesis gracilis
Aptesis gracilis är en stekelart som beskrevs av Henry Keith Townes, Jr. 1962. Aptesis gracilis ingår i släktet Aptesis och familjen brokparasitsteklar. Inga underarter finns listade.